# Sankt Georgs kyrka, Zelenik
Sankt Georgs kyrka (serbisk kyrilliska: Црква Светог Георгија; latinska: Crkva Svetog Georgija; kyrkslaviska: Це́рковь Свѧтого Геѡ́ргїѧ) är en serbisk-ortodox kyrkobyggnad belägen i byn Zelenik, i staden och kommunen Kučevo, i den statistiska regionen Södra och östra Serbien, i Serbien.
Kyrkan är helgad åt den romerske martyren, soldaten och helgonet Sankt Göran. Den tillhör Braničevos stift.

## Bilder

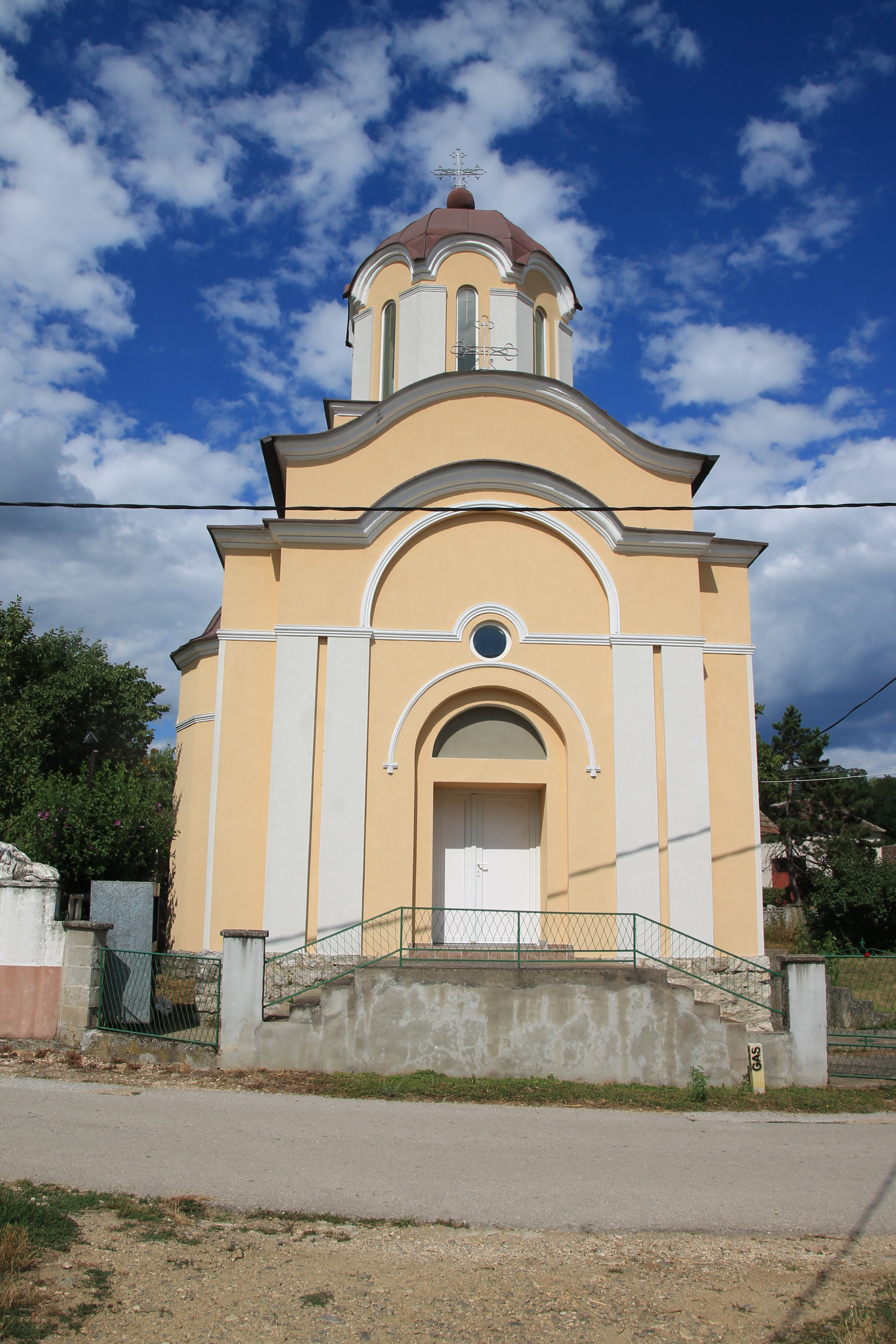
Framsidan.
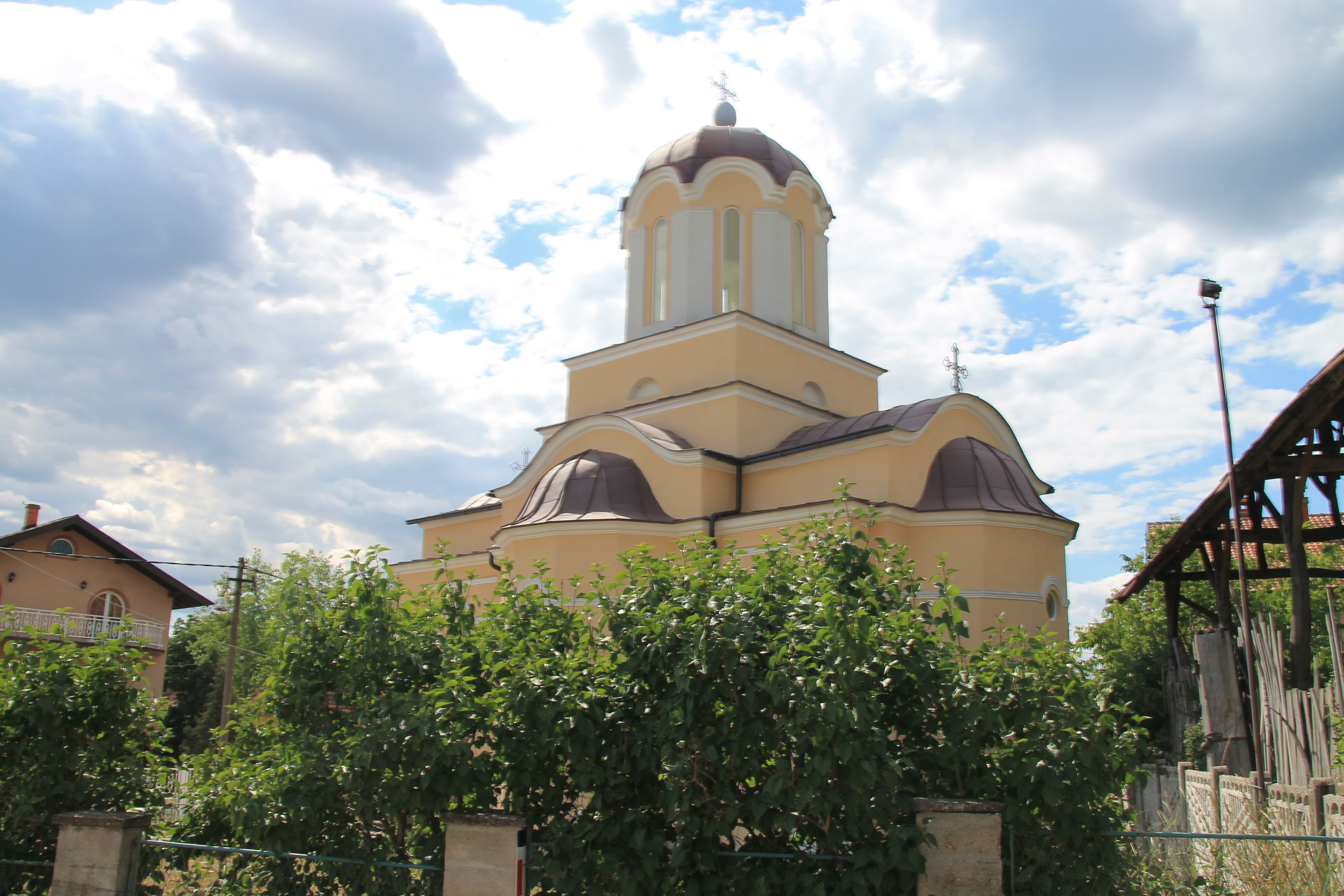
Baksidan.